# مدوو گروو (نبراسکا)
مدوو گروو(به انگلیسی: Meadow Grove) شهری در ایالت نبراسکا کشور ایالات متحده آمریکا است که جمعیت آن در سرشماری سال ۲۰۱۰ میلادی، ۳۰۱ نفر بوده‌است.